# Bergö fjärden
Bergö fjärden är en fjärd i södra Vårdö på Åland.
Bergö fjärden avgränsas i öster av Bergö, i norr av Grundsunda samt i väster av Bussö där den förbinder med Bussö fjärden.